# Gemini Rights
Gemini Rights è il secondo album in studio del musicista statunitense Steve Lacy, pubblicato il 15 luglio 2022 su etichette discografiche L-M e RCA Records.

## Promozione
Mercury è stato pubblicato il 16 giugno 2022 come singolo apripista dell'album, in contemporanea con l'annuncio del disco. Il 29 dello stesse mese è uscito il secondo estratto Bad Habit, che ha segnato il primo ingresso di Lacy nella Billboard Hot 100 statunitense, raggiungendo il primo posto. Tre giorni prima della pubblicazione dell'album è stato reso disponibile il singolo Sunshine che figura la partecipazione di Fousheé.

## Accoglienza
| Recensione     | Giudizio |
| -------------- | -------- |
| Clash          | 7/10     |
| Hot Press      | 8/10     |
| Loud and Quiet | 6/10     |
| NME            |          |
| Pitchfork      | 7,1/10   |
| Rolling Stone  |          |
| The Guardian   |          |
| The Music      |          |

Gemini Rights ha ottenuto recensioni prevalentemente positive da parte della critica specializzata. Su Metacritic, sito che assegna un punteggio normalizzato su 100 in base a critiche selezionate, l'album ha ottenuto un punteggio medio di 82 basato su quattro recensioni.

## Tracce
1. Static – 2:36 (Steve Lacy, John Carroll Kirby)
2. Helmet – 3:21 (Steve Lacy, Diana Gordon)
3. Mercury – 4:55 (Steve Lacy, Britanny Fousheé, Dacoury Natche, Ely Rise)
4. Buttons – 3:04 (Steve Lacy, Dacoury Natche, Ely Rise)
5. Bad Habit – 3:52 (Steve Lacy, Diana Gordon, John Carroll Kirby, Britanny Fousheé, Matthew Castellanos)
6. 2Gether (Enterlude) (con Matt Martians) – 0:50 (Steve Lacy, Matthew Martin, John Carroll Kirby)
7. Cody Freestyle – 4:00 (Steve Lacy, Britanny Fousheé)
8. Amber – 2:53 (Steve Lacy)
9. Sunshine (feat. Fousheé) – 4:53 (Steve Lacy, Britanny Fousheé, Karriem Riggins)
10. Give You the World – 4:33 (Steve Lacy, Dacoury Natche, Ely Rise)

## Successo commerciale
L'album ha debuttato al 7º posto della Billboard 200 statunitense con 34 000 unità equivalenti, derivate principalmente dallo streaming grazie a 45,31 milioni di riproduzioni registrate durante la sua prima settimana. Nella classifica britannica ha invece esordito al 42º posto grazie a 2 082 unità di vendita.

## Classifiche

### Classifiche settimanali
| Classifica (2022-23) | Posizione massima |
| -------------------- | ----------------- |
| Australia            | 13                |
| Belgio (Fiandre)     | 104               |
| Belgio (Vallonia)    | 164               |
| Canada               | 10                |
| Finlandia            | 32                |
| Francia              | 151               |
| Irlanda              | 41                |
| Lituania             | 4                 |
| Norvegia             | 13                |
| Nuova Zelanda        | 7                 |
| Portogallo           | 32                |
| Regno Unito          | 42                |
| Spagna               | 98                |
| Stati Uniti          | 7                 |
| Svezia               | 27                |
| Svizzera             | 42                |

### Classifiche di fine anno
| Classifica (2022) | Posizione |
| ----------------- | --------- |
| Lituania          | 32        |